# Kitakata
Kitakata (japanska: 喜多方市?, Kitakata-shi) är en stad i Fukushima prefektur i Japan. Staden fick stadsrättigheter 1954. Orten är känd för maträtten Kitakata-ramen.